# Škoda Hispano-Suiza
Škoda - Hispano-Suiza (Hispano-Suiza 25/100 PS) – samochód osobowy wytwarzany w czechosłowackiej fabryce Škody na licencji hiszpańskiej Hispano-Suizy w latach 1926–1929.